# Fabó Éva
Fabó Éva, Deássyné (Dunaújváros, 1967. június 20. – Dunaújváros, 1994. december 23.) világ- és Európa-bajnok uszonyos- és búvárúszó. Hat alkalommal az év magyar női búvárúszója (1980, 1981, 1982, 1985, 1990, 1991).

## Élete
1976 és 1988 között az MHSZ Dunai Vasmű, 1989 és 1994 között a Dunaferr Dunaújvárosi Búvár Klub búvárúszója volt. 1981 és 1992 között 52 magyar bajnoki címet szerzett. 1979 és 1993 között a magyar válogatott keret tagja volt. Egy világ- és három Európa-bajnoki aranyérmet nyert. Hat alkalommal választották az év magyar női búvárúszójának (1980, 1981, 1982, 1985, 1990, 1991).

## Magánélete
Szülei elhagyták, gyerekkora óta nagyszülei nevelték. Az 1992-es alapozó edzőtáborban bizonytalanodott el sportolói pályafutásának folytatásában, majd az országos bajnokság után visszavonult a versenyzéstől. Ettől kezdve haláláig labilis idegállapotba került, így ideje jelentős részét kórházakban töltötte Budapesten és Dunaújvárosban. 1994. december 23-án önszántából vetett véget életének, kiugrott a dunaújvárosi kórház emeleti ablakából.

## Emlékezete
Az 1958. augusztus 8-án átadott Sztálinvárosi Sportuszoda 1996-ban vette fel a nevét és lett Fabó Éva Sportuszoda.

## Sikerei, díjai
- Világjátékok – uszonyos
  - aranyérmes (3): 1985 (200m, 400 m), 1993 (4×200 m)
  - ezüstérmes (4): 1985 (800 m, 4×100 m), 1989 (400 m), 1993 (4×100 m)
  - bronzérmes (4): 1985 (100 m), 1989 (200 m, 4×100 m, 4×200 m)
- Világbajnokság – uszonyos
  - aranyérmes: 1990 (400 m)
  - ezüstrémes (4): 1982 (4×100 m, 4×200 m), 1986 (4×200 m), 1992 (800 m)
  - bronzérmes (2): 1982 (200 m), 1992 (400 m)
- Európa-bajnokság – uszonyos
  - aranyérmes (3): 1991 (200 m, 400 m, 800 m)
  - ezüstérmes (5): 1979 (4×100 m, 4×200 m), 1983 (4×100 m), 1991 (4×100 m, 4×200 m)
  - bronzérmes (4): 1983 (4×200 m), 1987 (400 m), 1989 (4×100 m, 4×200 m)
- az év magyar női búvárúszója (1980, 1981, 1982, 1985, 1990, 1991)
- Magyar bajnokság
  - bajnok –  uszonyos úszás
    - 100 m (5): 1984, 1985, 1989, 1991, 1992
    - 200 m (10): 1981, 1982, 1984, 1985, 1987, 1988, 1989, 1990, 1991, 1992
    - 400 m (11): 1981, 1982, 1983, 1984, 1985, 1987, 1988, 1989, 1990, 1991, 1992
    - 800 m (10): 1980, 1981, 1983, 1984, 1985, 1987, 1989, 1990, 1991, 1992
    - 1500 m (8): 1980, 1981, 1982, 1983, 1984, 1985, 1991, 1992
    - 4×100 m (4): 1981, 1987, 1988, 1989
    - 4×200 m (3): 1981, 1987, 1988

  - bajnok – búvárúszás
    - 100 m: 1983